# Amosis-Meritamun
Amosis-Meritamon (la que va néixer de la Lluna, Aimée d'Amon) va ser una reina d'Egipte de la dinastia XVIII. És la filla gran d'Amosis I (c. 1549-1525/24) i de la reina Amosis-Nefertari. va ser una de les esposeses del seu germà Amenofis I, de la qual serà la Gran Esposa Reial. Va succeir a la seva mare en el càrrec d'Esposa del déu Amon. Poca cosa més se'n sap.
Una estàtua de pedra calcària d'aquesta reina va ser descoberta per Giovanni Belzoni mentre treballava a Karnak el 1817.

## Enterrament
Herbert Eustis Winlock va descobrir les seves restes el 1930 a la tomba TT359 de Deir el-Bahari, on havien estat dipositades després que els sacerdots descobrissin la seva tomba violada per saquejadors. L'anàlisi del seu cos indica que va morir cap als 30 anys i que tenia artritis i escoliosi.
El taüt exterior (ara al museu egipci, JE 53140) té una mida de més de 10 peus i està fabricat amb taulons de cedre que estan tallats i units amb un gruix uniforme a tot el taüt. Els ulls i celles estan incrustats i són de vidre. El cos està tallat amb cura amb els galons pintats de color blau per crear la il·lusió de les plomes. El taüt estava cobert d'un or que havia estat retirat a l'antiguitat. El taüt interior era més petit, feia de 6 peus d'alçada. Aquest taüt interior també havia estat cobert d'or antigament. La mòmia havia estat revestida amb cura durant el regnat de Pinedjem I. Les inscripcions registren que la roba que es va utilitzar en el reenterrament havia estat confeccionada l'any 18 del regnat de Pinedjem pel gran sacerdot d'Amun Masaharta, fill de Pinedjem I. Aquest enterrament va tenir lloc l'any 19, del mes 3 de l'hivern, dia 28.